# Estación Santa Cecília
La Estación Santa Cecília es una estación de la Línea 3-Roja del Metro de São Paulo. Fue inaugurada el 10 de diciembre de 1983. Está ubicada en el Largo Santa Cecília.

## Características
Estación subterránea con entrepiso de distribución y plataformas laterales con estructura en concreto aparente y aberturas para iluminación natural. Posee acceso para portadores de discapacidades físicas. No posee escaleras mecánicas; su acceso es realizado por medio de rampas en las entradas e internamente por escaleras normales, pero bien accesible para sillas de ruedas por un ascensor especial.
Tiene una capacidad de hasta 20.000 pasajeros por hora en los horarios pico, y una área construida de 10.680 metros cuadrados.

## Líneas de SPTrans
Como la Estación Santa Cecilia se sitúa al lado de la Terminal Amaral Gurgel, en el mismo artículo se puede consultar las líneas diurnas y nocturnas.

## Tabla
| Sigla | Estación      | Inauguración            | Capacidad                  | Integración              | Plataformas | Posición    | Comentarios                                  |
| ----- | ------------- | ----------------------- | -------------------------- | ------------------------ | ----------- | ----------- | -------------------------------------------- |
| CEC   | Santa Cecília | 10 de diciembre de 1983 | 20 mil pasajeros hora/pico | Bilhete Único de SPTrans | Laterales   | Subterránea | Estación con estructura de concreto aparente |